# Spar Express
Spar Express eller Kwik Spar er en international nærbutikskæde ejet af SPAR. Kwik Spar navnet blev benyttet i Danmark og i Sydafrika, på de øvrige markeder (i alt 31 lande) benyttes navnet Spar Express. 

## I Danmark
Kwik Spar var i Danmark indtil 20. oktober 2013 bestående af 117 selvstændigt ejede butikker og det var den af Spars fire danske butikskæder med de mindste butiksarealer. Butikkerne havde form som minimarkeder og var beliggende i mindre bysamfund og centralt i større byer.  Fra og med 20 oktober 2013 indledtes et nyt kædesamarbejde i Danmark, hvor ca. 200 tidligere Kwik Spar og SPAR-butikker gik sammen i et nyt nærbutikskædesamarbejde med navnet Min Købmand.